# WBSCプレミア12
WBSCプレミア12（ダブリュービーエスシープレミアトゥエルブ、英: WBSC Premier 12）は、世界野球ソフトボール連盟（WBSC）が主催し、WBSCが招待したナショナルチームの参加により4年に1度開催される男子野球の国際大会。日本では「WBSC世界野球プレミア12」（ダブリュービーエスシーせかいやきゅうプレミアじゅうに）とも表記される。
第1回大会は2015年に台湾と日本で、第2回大会は2019年に台湾と韓国、メキシコ及び日本で開催され、第3回大会は2023年に開催予定であったが、1年延期し日本と台湾、メキシコで開催された。また第4回大会は2027年に予定され、出場チームの拡大と予選の導入が予告されている。

## 概要
プレミア12の出場国は当初12か国の招待制で、開催は2015年から4年に一度、ワールド・ベースボール・クラシック（WBC）開催年の中間年に開催される。アマチュア主体であったIBAFワールドカップと異なり、プレミア12はプロが主体となる。WBSCは、この大会を同連盟の「旗艦大会」と位置付けている。
MLB選手の参加についてWBSC会長のリカルド・フラッカリは当初、「MLB選手も出場できるよう、MLB機構と協議を始めている」ことを明らかにしていた（詳細後述）。ただし、2024年の第3回大会時点でも実現には至っていない。
招待国の選出にはWBSC世界ランキングが採用されている。このランキングは成人代表の成績だけではなく、12歳以下、15歳以下、18歳以下、23歳以下の、すべての代表の国際大会での成績が含まれている。そのためプレミア12は「国全体の野球力（野球国力）」を競う大会として扱われている。また本大会に与えられるランキングポイントは、男子野球の大会の中で最も高くなっている。
IBAFの報道 において「IBAFスーパー12」と表記されていた時期があったが、国際大会新フォーマット 発表以降は再び「IBAFプレミア12」に統一され、更に世界野球ソフトボール連盟（WBSC）の発足により「WBSCプレミア12」と表記された。
大会開始当初の出場チーム数は12であるが、2019年時点で将来的に16から28程度に拡大する構想であった。その後、2027年の第4回大会より参加チーム数が16に拡大することとなった。

### 開催経緯
プレミア12が創設されるきっかけとなったのは、国際野球連盟（IBAF）の運営費不足である。2008年北京五輪を最後に野球は実施競技から除外されたため、国際オリンピック委員会（IOC）からの補助金を失い、またIBAF主催の国際大会の開催などで出費がかさみ、存続が懸念されるほどの深刻な状況に陥っていた。そのため2011年、IBAFはメジャーリーグベースボール（MLB）からの援助を受け入れることになった。
しかし、MLBから援助を受ける条件として、MLBおよびMLB選手会が主催するワールド・ベースボール・クラシック（WBC）をIBAFの世界選手権として公認するとともに、世界選手権であったIBAFワールドカップ（1938年 - 2011年）、IBAFインターコンチネンタルカップ（1973年 - 2010年）などのIBAF主催の国際大会の廃止、およびその他の国際大会が再編されることになった。その結果、IBAF主催の新たなトップレベルの各国・地域代表戦として、「IBAFプレミア12」（現名称「WBSCプレミア12」）が創設された。

## 招待制度
プレミア12は、WBSC世界ランキング上位の各国・地域代表がWBSCにより招待されて競われる国際大会である。第3回大会までは上位12チームの招待、第4回大会では上位12チームを直接本戦に招待し、13位から18位およびワイルドカード2チームを加えた8チームを予選に招待した。
第1回大会の選出方法は、2014年のWBSC世界野球ランキング の上位12か国・地域からの選出となった。同年11月、中央アメリカ・カリブ海競技大会の終了をもって招待国・地域が発表された。その後も第3回大会までは大会前年末、予選が導入された第4回大会は予選前年末の順位をもとに招待が行われている。

## 試合形式
第1回大会（2015年）
2グループ6チームに分かれて1次ラウンドとして総当り戦（各5試合）を行い、各グループ上位4チームの計8チームが準々決勝からのトーナメント戦を行う。
第2回大会（2019年）
3グループ4チームに分かれてオープニングラウンドとして総当たり戦（各3試合）を行い、各グループ上位2チームの6チームがスーパーラウンドに進出し、オープニングラウンドで当たった対戦以外の総当たり戦（各4試合）の結果により上位2チームで決勝・下位2チームで3位決定戦を行う。
第3回大会（2024年）
2グループ6チームに分かれてオープニングラウンドとして総当たり戦（各5試合）を行い、各グループ上位2チームがスーパーラウンドに進出し、スーパーラウンドの総当たり戦（各3試合）の結果により上位2チームで決勝・下位2チームで3位決定戦を行う。
第4回大会（2027年）
4グループ4チームに分かれてオープニングラウンドとして総当たり戦（各3試合）を行い、各グループ上位2チームの8チームがセカンドラウンドに進出。セカンドラウンドは2グループ4チームに分かれてオープニングラウンドで当たった対戦以外の総当たり戦（各2試合）を行い、各グループ上位2チームがスーパーラウンドに進出。スーパーラウンドの総当たり戦（各3試合）の結果により上位2チームで決勝・下位2チームで3位決定戦を行う。
予選では2グループ4チームに分かれて総当たり戦（各3試合）を行い、各グループ上位2チームの4チームが本戦に進出する。

## 利益分配
招待される12か国・地域には、WBSCから総額数百万ドルの賞金が保証され、また渡航費や宿泊費等の参加費用もWBSCが負担する。
第1回大会および第2回大会については、独占メディア権と独占グローバルスポンサーシップ権を、世界有数の広告代理店であるMP&Silvaに与えることでWBSCと合意している。
| 回 | 開催年 | 賞金        | 賞金        | 賞金       | 賞金       | 賞金       | 賞金         | 賞金         | 賞金         | 賞金       | 賞金                        | 賞金                    | 賞金                        |
| 回 | 開催年 | 総額        | 優勝        | 準優勝     | 3位        | 4位        | 5位          | 6位          | 7-8位        | 9位-12位   | オープニングラウンド1勝ごと | スーパーラウンド1勝ごと | オープニングラウンド1位通過 |
| -- | ------ | ----------- | ----------- | ---------- | ---------- | ---------- | ------------ | ------------ | ------------ | ---------- | --------------------------- | ----------------------- | --------------------------- |
| 1  | 2015年 | 380万USドル | 100万USドル | 60万USドル | 40万USドル | 30万USドル | 22.5万USドル | 22.5万USドル | 22.5万USドル | 15万USドル | -                           | -                       | -                           |
| 2  | 2019年 | 521万USドル | 150万USドル | 75万USドル | 50万USドル | 35万USドル | 30万USドル   | 25万USドル   | 18万USドル   | 18万USドル | 1万USドル                   | 2万USドル               | 2万USドル                   |
| 3  | 2024年 | 未公表      | 未公表      | 未公表     | 未公表     | 未公表     | 未公表       | 未公表       | 未公表       | 未公表     | 未公表                      | 未公表                  | 未公表                      |

## スポンサー
第1回大会（2015年）
第2回大会（2019年）
第3回大会（2024年）
第3回は中古車販売業を始めとするインターネットビジネスを展開する株式会社ラグザスとWBSCがグローバルスポンサー契約を結ぶとともに、本大会のタイトルパートナーに就任。大会名も「III WBSC Premier12 presented by RAXUS（日本語：ラグザス presents 第3回WBSCプレミア12）」となった。

## 歴代の開催地

### 開催地ごとの開催実績
- SR : スーパーラウンド、QF : 準々決勝、SF : 準決勝、F : 決勝・3位決定戦

| 都市     | 球場                                           | 2015    | 2019  | 2024  | 開催 回数 |
| -------- | ---------------------------------------------- | ------- | ----- | ----- | --------- |
| 東京     | 東京ドーム                                     | SF・F   | SR・F | SR・F | 3         |
| 台中     | 台中インターコンチネンタル野球場               | A組・QF | B組   |       | 2         |
| 桃園     | 桃園国際野球場                                 | B組・QF | B組   |       | 2         |
| 台北     | 天母野球場                                     | B組     |       | B組   | 2         |
| サポパン | エスタディオ・チャロス・デ・ハリスコ           |         | A組   | A組   | 2         |
| 斗六     | 斗六野球場                                     | A組     |       |       | 1         |
| 札幌     | 札幌ドーム                                     | B組     |       |       | 1         |
| ソウル   | 高尺スカイドーム                               |         | C組   |       | 1         |
| 千葉     | ZOZOマリンスタジアム                           |         | SR    |       | 1         |
| テピク   | エスタディオ・デ・ベイスボル・サンタ・テレシタ |         |       | A組   | 1         |
| 名古屋   | バンテリンドーム ナゴヤ                        |         |       | B組   | 1         |
| 台北     | 台北ドーム                                     |         |       | B組   | 1         |

### 決勝戦会場
- 第1回大会（2015年）：東京ドーム（ 東京都文京区・日本プロ野球のセントラル・リーグ、読売ジャイアンツの本拠地）
- 第2回大会（2019年）：東京ドーム（ 東京都文京区・日本プロ野球のセントラル・リーグ、読売ジャイアンツの本拠地）
- 第3回大会（2024年）：東京ドーム（ 東京都文京区・日本プロ野球のセントラル・リーグ、読売ジャイアンツの本拠地）

## 結果
| 回 | 開催年 | 本戦開催国 |                      | 決勝 | 決勝   | 決勝           |      | 3位決定戦      | 3位決定戦 | 3位決定戦 |      | 出場国数 | 出場国数 | 出場国数 |
| 回 | 開催年 | 本戦開催国 | 優勝                 | 結果 | 準優勝 | 3位            | 結果 | 4位            | 全体      | 本戦      | 予選 |          |          |          |
| -- | ------ | ---------- | -------------------- | ---- | ------ | -------------- | ---- | -------------- | --------- | --------- | ---- | -------- | -------- | -------- |
| 1  | 2015年 | /          |                      | 韓国 | 8–0    | アメリカ合衆国 |      | 日本           | 11–1      | メキシコ  |      | 12       | 12       | -        |
| 2  | 2019年 | /          | 日本                 | 5–3  | 韓国   | メキシコ       | 3–2  | アメリカ合衆国 | 12        | 12        | -    |          |          |          |
| 3  | 2024年 | /          | チャイニーズタイペイ | 4–0  | 日本   | アメリカ合衆国 | 6–1  | ベネズエラ     | 12        | 12        | -    |          |          |          |
| 4  | 2027年 |            |                      |      |        |                |      |                | 20        | 16        | 8    |          |          |          |

## 代表別通算成績
| 順 | 国・地域             | 出 | 優 | 準 | 三 | 四 | 試 | 勝 | 敗 | 率   |
| -- | -------------------- | -- | -- | -- | -- | -- | -- | -- | -- | ---- |
| 1  | 日本                 | 3  | 1  | 1  | 1  | 0  | 25 | 22 | 3  | .880 |
| 2  | 韓国                 | 3  | 1  | 1  | 0  | 0  | 21 | 14 | 7  | .667 |
| 3  | チャイニーズタイペイ | 3  | 1  | 0  | 0  | 0  | 21 | 12 | 9  | .571 |
| 4  | アメリカ合衆国       | 3  | 0  | 1  | 1  | 1  | 25 | 14 | 11 | .560 |
| 5  | メキシコ             | 3  | 0  | 0  | 1  | 1  | 21 | 11 | 10 | .524 |
| 6  | ベネズエラ           | 3  | 0  | 0  | 0  | 1  | 17 | 8  | 9  | .471 |
| 7  | カナダ               | 2  | 0  | 0  | 0  | 0  | 9  | 6  | 3  | .667 |
| 8  | キューバ             | 3  | 0  | 0  | 0  | 0  | 14 | 5  | 9  | .357 |
| 8  | オランダ             | 3  | 0  | 0  | 0  | 0  | 14 | 5  | 9  | .357 |
| 10 | プエルトリコ         | 3  | 0  | 0  | 0  | 0  | 14 | 3  | 11 | .214 |
| 11 | オーストラリア       | 2  | 0  | 0  | 0  | 0  | 12 | 3  | 9  | .250 |
| 12 | パナマ               | 1  | 0  | 0  | 0  | 0  | 5  | 3  | 2  | .600 |
| 13 | ドミニカ共和国       | 3  | 0  | 0  | 0  | 0  | 13 | 2  | 11 | .154 |
| 14 | イタリア             | 1  | 0  | 0  | 0  | 0  | 5  | 0  | 5  | .000 |

- データは2024年大会終了時。
- 太字の国・地域名は優勝経験のある国・地域で、太数字は最多記録。
- 順位は優勝回数が多い順に並べている。優勝回数が同数の場合は準優勝回数が多い方を、準優勝回数も同数の場合は3位回数が多い方を、3位回数も同数の場合は4位回数が多い方を、4位回数も同数の場合は勝利数の多い方を、勝利数も同数の場合は試合数の多い方を上に並べることとする。

## 大会最優秀選手
| 大会 | 選出選手 | 所属球団       |
| ---- | -------- | -------------- |
| 2015 | 金賢洙   | 斗山ベアーズ   |
| 2019 | 鈴木誠也 | 広島東洋カープ |
| 2024 | 陳傑憲   | 統一ライオンズ |

## 課題

### 2020年東京五輪とプレミア12
2020年東京五輪において「野球・ソフトボール」競技が採用された場合、2019年の第2回大会からは五輪予選大会として実施される可能性があるとしていた。フラッカリ会長は「本当に強いチームが五輪に出場することを保証するベストな方法」として、五輪が8チームで争うフォーマットの場合、プレミア12の上位4チームに出場権を与え、残りの4枠は大陸予選で選ぶ、という考えを明らかにしていた。しかし、東京五輪組織委員会は出場チーム数を「8」ではなく「6」で国際オリンピック委員会に提案したため、少ないチーム数での予選方式が難題となり、フラッカリ会長は新たな予選方式として「開催国1枠、プレミア12優勝1枠、アメリカ大陸予選2枠、アジア・オセアニア予選1枠、欧州・アフリカ予選1枠」という振り分けを提案していたが、アジア・オセアニア最上位国と北中南米最上位国の2か国が出場権を獲得することとなった。

### MLB選手やウィンターリーグ選手の参加問題
WBSCは「プレミア12はプロ主体の大会である」ことを強調しており、トッププロリーグであるMLB機構にも選手を派遣してもらえるよう交渉していたが、MLB機構はメジャー契約選手（40人枠）は一切派遣せず、マイナー契約選手に限り球団の許可があった場合にのみ派遣することを発表した。シーズンが長いMLBでは、オフシーズンの休養が大事であると考えられており、プレミア12が開催される11月という時期は、選手も球団も派遣には否定的である。そのMLB機構が運営する国際大会「WBC」も、唯一開催できる時期として、MLBのプレシーズン期間である3月に開催されている。また、MLBだけではなく、中南米を中心に9月頃から2月頃まで開催されている冬季のプロリーグ（ウィンターリーグ）のシーズンと開催時期が被っており、関係者によればこちらも派遣に否定的である。ウィンターリーグは将来有望なマイナー契約選手が参加していることが多く、彼らも参加できないとなると、出場選手レベルの更なる低下が懸念される。
例に挙げると、プエルトリコは2013年のWBCでは準優勝を果たした強豪国であるが、2015年のプレミア12第1回大会では、MLBの経験はあるものの自由契約となった、いわゆる就活中の選手や、下位レベルが多数を占めるマイナーリーグ選手、中にはプロ経験のない選手も選ばれており、WBCで準優勝したチームとは全くの別物と言える構成になっている。
ただし、すべてのMLB選手が否定的というわけではなく、MLB選手会理事を務めるジェレミー・ガスリーは「個人的には出たい。WBCに参加したが、素晴らしい体験だった」と語っている。同時期には「日米野球」も数年に1度開催されており、上記のようにウィンターリーグやMLB秋季リーグに派遣される選手もいる。派遣される選手は、若手選手の教育や、出場試合数が少なかった選手に経験を積ませる目的での派遣があり、中南米各国のウィンターリーグへは、MLBとMLB選手会で定めた条件を満たせばメジャー契約選手も派遣できるようになっており、決してMLB球団とMLB選手たちがシーズン終了後の活動を完全に否定しているわけではない。もう一つの問題として、MLB選手が派遣される大会やリーグでは補償制度が整えられており、WBCの場合は一大会につき1000万ドルから2000万ドルの保険費用が支払われているとされる。プレミア12でこの費用を捻出できるのかどうかも、MLB選手派遣を可能にするための課題となっている。
また、根本的な問題として、「プレミア12」の存在自体を知らないMLB選手やスポーツ記者がほとんどであり、アメリカ国内では野球の国際大会に関心が低いということも悪影響を与えている。MLB選手が参加する「WBC」に対しても批判的な意見が根強い。しかし、第1回WBCでは当時のスター選手であったデレク・ジーターが出場を表明したことにより、大会の認知に好影響を与えており、「プレミア12」も大会の存在を積極的にアピールし、ブランド力を高め、多くの選手たちが「出場したい」と思わせるような大会にするよう努めることが求められる。

### 大会の興行を優先した組み合わせの問題
第1回大会では、野球人気があり、かつライバル関係にもある日本と韓国が同じグループBに入り、記念すべき第1回の開幕戦を日本で、この両国の対戦で迎えることになったのだが、これは興行を考慮した大会組織委員会側からの強い要請によることが明らかになっている。また、準々決勝進出が上位4か国以上のため、準々決勝までの順位が上の国が必ずしも有利になれないという点がWBCより多く生じている。※上位チームのアドバンテージなし